# The Margin
Albums de Peter Hammill
The Love Songs
(1984) Skin
(1986)
The Margin est un album Live de Peter Hammill, sorti en 1985.

## Liste des titres[2]
1. The Future Now
2. Porton Down
3. Stranger Still
4. Sign
5. The Jargon King
6. Empress's Clothes
7. The Sphinx in the Face
8. Labour of Love
9. Sitting Targets
10. Patient
11. Flight